# Karen Putzer
Karen Putzer (n. 29 septembrie 1978, Bozen, Italia) este o schioare alpină ce a reprezentat Italia, medaliată olimpică. A participat la 3 ediții ale Jocurilor Olimpice (1998, 2002, 2006) în care a câștigat o medalie de bronz.